# Neotoma goldmani
Neotoma goldmani és una espècie de mamífer rosegador de la família dels cricètids. És endèmica de Mèxic, on viu a altituds d'entre 1.160 i 2.320 msnm. Els seus hàbitats naturals són les zones rocoses i desèrtiques, on nia en filons rocosos. És una espècie en risc mínim, és a dir, no sembla que hi hagi cap amenaça significativa per a la seva supervivència.
L'espècie fou anomenada en honor del naturalista i mastòleg estatunidenc Edward Alphonso Goldman.